# 青森県歯科医師会
一般社団法人青森県歯科医師会（あおもりけんしかいしかい 英称 Aomori Dental Association）は、青森県の歯科医師を会員とする組織。

## 本部所在地
- 〒030-0811 青森県青森市青柳1丁目3番11号

## 郡市歯科医師会
- 青森市歯科医師会
- 弘前歯科医師会
- 八戸歯科医師会
- 南黒歯科医師会
- 北五歯科医師会
- 西つがる歯科医師会
- 下北歯科医師会
- 上十三歯科医師会
- 三戸歯科医師会